# Пронин, Владимир Викторович
Владимир Викторович Пронин (24 июля 1973, Йошкар-Ола) — российский футболист, полузащитник, тренер.

## Биография
Воспитанник ДЮСШ «Дружба» (Йошкар-Ола). Во взрослом футболе начал выступать в родном городе за команду «Буревестник» в соревнованиях КФК. С 1992 года стал играть за ведущий клуб своего города — «Дружбу», в первых двух сезонах выступал в первой лиге России, затем — во второй и третьей.
В 1996 году перешёл в ульяновскую «Волгу» и выступал за неё без перерыва почти 10 лет. Серебряный призёр зонального турнира третьей лиги (1996), неоднократный серебряный (2001, 2002) и бронзовый (1999, 2000) призёр зональных турниров второго дивизиона. На рубеже 1990-х и 2000-х годов был лидером нападения команды, пять раз достигал отметки в 10 забитых голов за сезон. Лучший результат — 20 голов в сезоне 2000 года.
В 2005—2006 годах выступал во втором дивизионе за кировское «Динамо». В 2007 году вернулся в Ульяновск и вместе с командой стал победителем зонального турнира второго дивизиона, но твёрдым игроком основы уже не был.
В 2008 году вернулся в родной город и стал играть на любительском уровне за местные команды. В сезоне 2012/13 со своим клубом — «Спартаком» (Йошкар-Ола) — провёл сезон в профессиональных соревнованиях, после чего окончательно завершил игровую карьеру.
Всего в первенствах России на профессиональном уровне сыграл 421 матч и забил 111 голов, в том числе на уровне второго дивизиона — 102 гола. В составе ульяновской «Волги» провёл в первенствах страны 258 матчей и забил 91 гол, является одним из лидеров клуба по числу матчей и голов в российской истории. В Кубке России сыграл 32 матча и забил 8 голов, принимал участие в играх против клубов высшего дивизиона — «Крыльев Советов» в 1997 году и «Томи» — в 2006 году.
Много лет работал в тренерском штабе клуба из Йошкар-Олы («Спартак»/«УОР-СШОР»/«Дружба»), ещё в начале 2010-х годов был играющим тренером. В сезоне 2019 года заявлен как администратор команды. Также работал детским тренером в городской СШОР.